# Улица Лейиклос
У́лица Лейи́клос, Леиклос (лит. Liejyklos gatvė) — одна из улиц в Старом городе Вильнюса. 
Получила название по тому, что некогда на ней располагались мастерские по отливу церковных колоколов. Установлено, что литейная мастерская, принадлежавшая династии Венеров, действовала здесь с конца XVIII века. 
До Первой мировой войны называлась Преображенской улицей, в честь гвардейского Преображенского полка (стоявшего во время пребывания в Вильно в Игнатьевских казармах неподалёку). 
Длина улицы около 350 метров. Пролегает между улицами Вильняус и Университето, пересекая улицу Тоторю. В юго-восточном направлении от улицы отходит улица Швянто Игното, в северо-западном — улица Лауринаса Стуоки-Гуцявичюса (до Первой мировой войны улица Семёновская). Улица узкая, слегка искривлённая, вымощена булыжником, довольно круто спускается с горки по направлению к костёлу бонифратров и президентскому дворцу . 
Улица застроена зданиями в два, три, четыре этажа, преимущественно перестроенными в XIX веке. Нумерация домов начинается от перекрёстка с улицей Вильняус; по левой северо-западной стороне чётные номера, по правой юго-восточной — нечётные.
На улицу Лейиклос в её начале выходит сохранившийся восточный корпус дворца Радзивиллов (Liejyklos g. 2) с небольшой площадью перед ним, на которой оборудована платная автостоянка. 

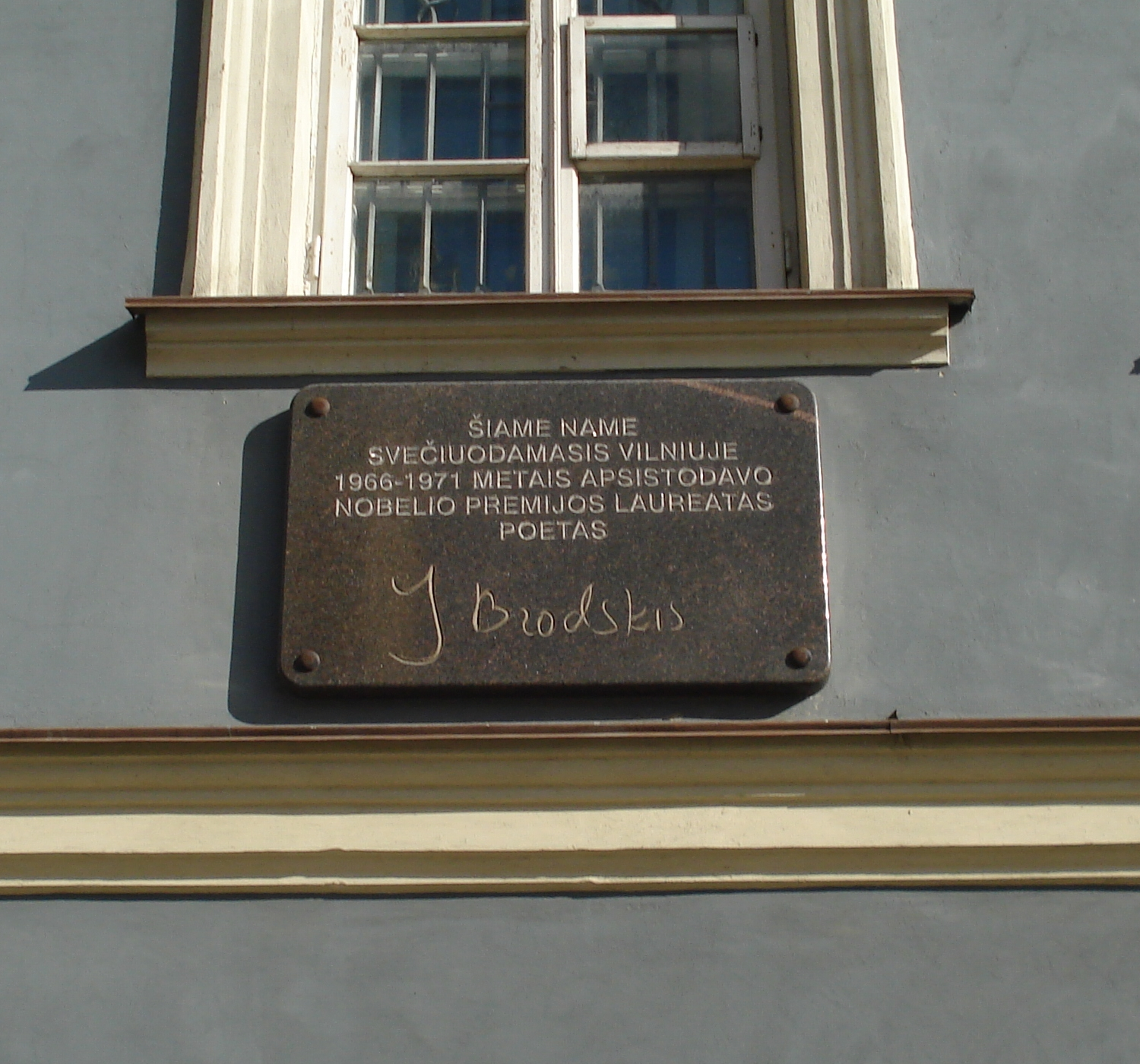
Лейиклос 1. Мемориальная доска

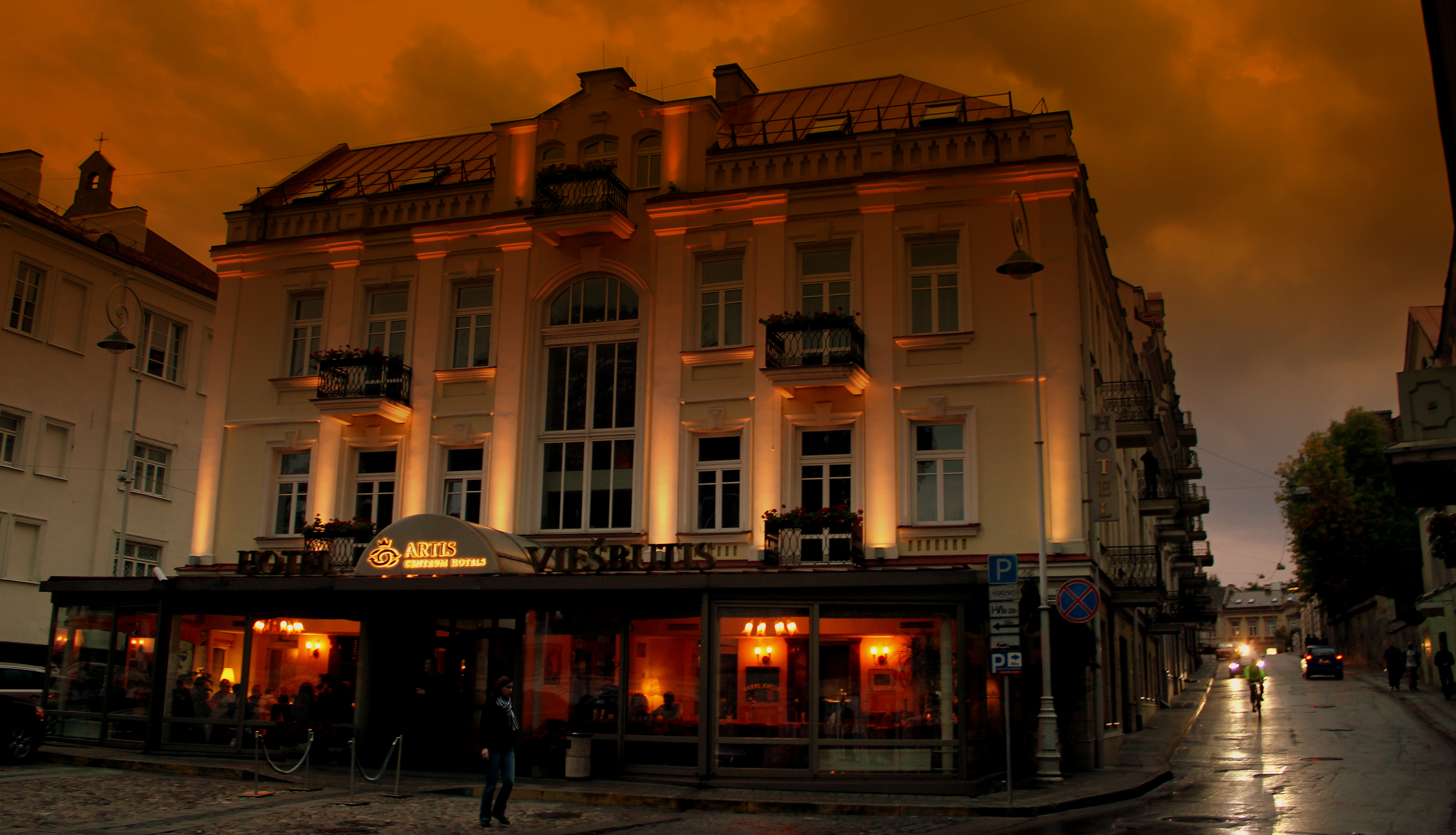
Гостиница „Artis Centrum“

На противоположной стороне улице на доме, в котором на втором этаже до конца 1966 года была квартира Рамунаса Катилюса, а затем жили Аудронис Катилюса и Виргилиюс Чепайтис, по инициативе Пранаса Моркуса в октябре 2000 года была установлена мемориальная плита с надписью:

В этом доме,

гостя в Вильнюсе,

в 1966 – 1971 годах 

останавливался лауреат Нобелевской премии 

поэт 

И. Бродский. 

Оригинальный текст (лит.)Šiame name 

svečiuodamasis Vilniuje 

1966-1971 metais apsistodavo
 
Nobelio premijos laureatas poetas

J. Brodskis.

В церемонии открытия памятной доски принимали участие президент Литвы Валдас Адамкус, три лауреата Нобелевской премии Чеслав Милош, Вислава Шимборска, Гюнтер Грасс, а также Томас Венцлова, Рамунас Катилюс, Пранас Моркус и другие литовские друзья Иосифа Бродского. Использованная в мемориальной доске подпись Бродского латиницей обнаружена в одном из литовских автографов поэта, хранившихся в частном архиве Рамунаса Катилюса. 
Дом на углу Лейиклос и Тоторю занимает гостиница „Artis Centrum“ дом (Лейиклос 11 / Тоторю 23). 